# Derolus punctipennis
Derolus punctipennis là một loài bọ cánh cứng trong họ Cerambycidae.